# Ильин, Михаил Васильевич
Михаи́л Васи́льевич Ильи́н (род. 27 августа 1948, Москва) — российский учёный, доктор политических наук, профессор, руководитель Центра перспективных методологий социально-гуманитарных исследований ИНИОН РАН, ординарный профессор НИУ ВШЭ, профессор МГИМО.
Был вице-президентом Международной ассоциации политической науки. С 1997 по 2001 год занимал пост президента Российской ассоциации политической науки. В 1991—2002 годах занимал различные должности в Институте сравнительной политологии РАН. С 2002 по 2010 год — заведующий кафедрой сравнительной политологии МГИМО.
Один из основателей журнала «Полис. Политические исследования», с 2002 по 2005 год занимал пост главного редактора (генерального директора) журнала.

## Биография
Родился 27 августа 1948 году в Москве. После окончания средней школы в 1966 году М. В. Ильин поступил на романо-германское отделение филологического факультета МГУ им. М. В. Ломоносова, специализировался в области истории английской литературы. Дипломная работа была посвящена монографическому анализу творчества сэра Джона Саклинга. После получения диплома в 1971 году продолжил обучение в аспирантуре того же факультета. Диссертационное исследование было посвящено творческому методу последних пьес Вильяма Шекспира. В нём рассматривалось соотношение реалистической постренессансной традиции с творческими методами классицизма и барокко, как в творчестве Шекспира, так и в широком контексте развития европейской литературы XVII столетия. Кандидатская диссертация была защищена в 1976 году.
Досрочно покинув аспирантуру, в июне 1974 года поступил на работу в аппарат ЦК ВЛКСМ, стал членом президиума Студенческого Совета СССР. В 1977—1982 годах он находился в длительной командировке в г. Прага (ЧССР), где работал советским представителем в редакции журнала «Всемирные студенческие новости» Международного союза студентов, руководил Международным студенческим исследовательским центром. После возвращения из командировки в 1982—1983 годах стал научным консультантом Комитета молодёжных организаций СССР. В эти годы приступил к изучению студенческого движения, разнообразных форм организации гражданских инициатив в различных странах мира, к их сравнению и типологизации. Данное направление исследований институтов гражданского общества и общественных движений стало основой всей его научной деятельности.
Продолжил заниматься этой тематикой в 1983—1988 годах, в период работы в Советском комитете защиты мира заведующим отделом пропаганды и оргмассовой работы, а затем общих проблем антивоенного движения. К этому периоду относится участие в деятельности Советской ассоциации политической науки, членом которой М. В. Ильин являлся с 1982 года.
В 80-е годы в сфере его научных интересов помимо сравнительного анализа структур гражданского общества оказался также дискурс анализ различных типов политик, прежде всего ядерной и антиядерной, милитаристской и антивоенной, а также сравнительный анализ соответствующих политических курсов. Разработка данной проблематики позволила М. В. Ильину выступить инициатором ряда международных исследовательских инициатив, связанных с компаративным изучением общественных движений, а также политических дискурсов, идеологий и культур.
В 1988 году М. В. Ильин перешёл на работу в систему Академии наук. Работал сначала старшим научным сотрудником ИНИОН АН СССР, а затем заместителем главного редактора журнала «Рабочий класс и современный мир». Работу в Академии и в журнале М. В. Ильин использовал для объединения усилий сообщества политологов, сформировавшегося в 70-е и 80-е годы в институтах Академии наук. Одновременно М. В. Ильин, отталкиваясь от анализа политических дискурсов, сопоставлял различные типы политической ментальности, анализировал возможности их синтеза.
В течение 1990 года М. В. Ильин вместе с главным редактором журнала «Рабочий класс и современный мир» И. К. Пантиным готовил преобразование журнала в «Полис» («Политические исследования»). В 1991 году М. В. Ильин покинул пост заместителя главного редактора «Полиса», оставаясь членом редакционной коллегии. В 1996 году возглавил журнал, до лета 2001 года был генеральным директором журнала, затем — председатель совета управляющих Некоммерческого партнерства «Редакция журнала „Полис“». Член редакционного совета журнала «Полития».
В 1991—1994 годах М. В. Ильин был заместителем директора Института сравнительной политологии РАН (ИСП РАН), а затем на основе совместительства попеременно являлся то ведущим научным сотрудником ИСП РАН, то заместителем директора, возглавлял один из центров института. С января 1997 года по настоящее время является ведущим научным сотрудником ИСП РАН.
С 1991 года М. В. Ильин преподает политологию в Московском государственном институте международных отношений (университете) МИД России сначала по совместительству с работой в Академии наук, а с 1994 года в штате в качестве профессора кафедры политологии, а затем сравнительной политологии МГИМО. С 2002 по 2010 год заведовал в МГИМО кафедрой сравнительной политологии.
С 2010 года работает в Высшей школе экономики (ВШЭ), где является профессором (с 2013 года — ординарным профессором) Факультета прикладной политологии (в 2014 году реорганизован в Департамент политической науки Факультета социальных наук, в 2019 году — в Департамент политики и управления Факультета социальных наук), преподавал такие курсы, как «Современная политическая наука», «Сравнительная политика», «Теория и методология политических исследований», «Формирование наций и образование государств» и другие. В 2010—2013 годах был заместителем декана по научной работе Факультета прикладной политологии ВШЭ. С 2014 по 2017 год возглавлял в ВШЭ Аспирантскую школу по политическим наукам. Был членом Ученого совета ВШЭ.
В сфере своих научных интересов М. В. Ильин перешёл от сравнительного анализа политических ментальностей и культур к изучению форм политической организации, в частности, к построению эволюционной морфологии политики. Эта работа послужила основой для монографии «Очерки хронополитической типологии» (М.: МГИМО, 1995) и для докторской диссертации, защищенной в МГИМО в 1997 году. Анализ темпоральных аспектов политики был дополнен пространственными, что позволило М. В. Ильину осуществить ряд геополитических исследований, некоторые из которых были опубликованы.
Осуществление кросстемпоральных и межцивилизационных сопоставлений потребовало изучения (само)названия политических институтов и практик, их обыденной, политической и научной концептуализации. Данная работа побудила М. В. Ильина разработать оригинальную версию концепт анализа, отчасти представленную в монографии «Слова и смыслы. Опыт описания основных политических понятий» (М.: РОССПЭН, 1997). Исследования М. В. Ильина в области дискурс и концепт анализа получили международное признание. В 1998 году он стал одним из основателей исследовательской сети концептологов. В 2000 году М. В. Ильин возглавлял виртуальную мастерскую российских концептологов.
В 1997 году М. В. Ильин избран Президентом Российской ассоциации политической науки, являлся им до февраля 2001 года, когда на Конференции РАПН был избран Почётным президентом РАПН.
Работает над обновлением и развитием теории политической модернизации, над совершенствованием методологии структурного функционализма и над развитием методологических оснований геополитики. Объединять столь разнородную исследовательскую деятельность позволяет участие в международных усилиях, как по переосмыслению и развитию так называемой концептуальной карты Европы, созданной Стейном Рокканом, так и по распространению роккановских принципов анализа на другие географические и цивилизационные пространства мира.
Одновременно М. В. Ильин продолжает работу в области дискурс- и концепт-анализа, эволюционной морфологии и методологии сравнительных исследований, активно участвует в развертывании дискуссий о состоянии и перспективах отечественной и мировой политологии. Основным направлением исследований для него являются проблемы политической модернизации и глобализации, разработка моделей формирования гражданского общества и общественной самоорганизации в целом.

## Научные интересы
Сравнительная политология, анализ политического дискурса (дискурс-анализ), концептный анализ; геохронополитика, модернизация, глобализация. Его главными научными достижениями стали:
- разработка на базе созданной им концепции политической темпоральности — временной размерности) теоретических и методологических основ хронополитики как отдельной дисциплины в комплексе политических наук,
- построение эвристичной модели хронополитического развития и эволюционной типологии политических систем, а также хронополитическая характеристика российской политики.

В его трудах содержится программа развития новой научной отрасли: очерчено её проблемное поле, намечены основные направления хронополитических исследований (хроноритмическая организация, хронофункционально-тематический и хроноструктурный анализ, альтернативное хрономоделирование, геохронополитика), поставлены крупные исследовательские проблемы. Их разработка, по обоснованному суждению автора, послужит развитию нового научного направления.

## Основные публикации
Имеет свыше ста опубликованных научных трудов в области политологии, в том числе:
- Очерки хронополитической типологии. Проблемы и возможности типологического анализа политических систем. Часть 1: Основания хронополитики. — М., 1995.
- Очерки хронополитической типологии. Проблемы и возможности типологического анализа эволюционных форм политических систем. Часть 2: Хронополитическая перспектива. — М., 1995.
- Очерки хронополитической типологии. Проблемы и возможности типологического анализа эволюционных форм политических систем. Часть 3: Отечественная хронополитика. — М., 1995.
- Слова и смыслы: Опыт описания ключевых политических понятий. — М., 1997.
- Открытое общество: от метафоры к её политической рационализации (исходный миф и его самокритика). — М.: МОНФ, 1997 (в соавторстве с В. Л. Цымбурским)
- Глобализация политики и эволюция политических систем: Глобальные социальные и политические проблемы в мире. — М., 1997.
- Общественные перемены и культура мира. — М.: Весь Мир, 1999 (в соавторстве)
- Балто-Черноморская система